# Rosty Miklós

A barkóczi Rosty család címere.

Barkóczi Rosty Miklós (Torony, 1730. december 6.– Róma, 1767) bölcseleti doktor, remete szent Pál-rendi szerzetes.

## Élete
A barkóczi Rosty család sarjaként született. Barkóczi Rosty István (fl. 1710-†1744), királyi tanácsos, Vas vármegye alispánja, földbirtokos és szarvaskendi és óvári Sibrik Terézia fia volt. A hittudományt Rómában tanulta, majd később, a bölcselet és teológia tanára lett. 1759 és 1761 között egyházjogot tanított a Nagyszombati Egyetemen. 1762 és 1763 között filozófia tanár volt a pápai remete szent Pál-rendi gimnáziumban. Ennek az intézménynek a törvényei pontos szövegét Rosty Miklós pápai prefektus 1761-ben írta össze és hirdette ki. Ezután 1764 és 1765 között skolásztikát tanított a Nagyszombati Egyetemen tanított. 1767-ben Rómában moralist és teológiát tanított. A szerzetes háromszor járt Rómában, és az utolsó ott tartózkodása alatt halt meg 1767-ben, s ott is temették el.

## Munkái
- Ritus ac mores Hebraeorum, Italico idiomate refutati a doct. Paulo Medici, nunc additis quibusdam Latine redditi, notis Hebraicis illustrati &c. A. 1758. 8. mai (megjelent magyarul is Pécsett 1783-ban: A' zsidóknak szokasi és szer-tartási.... Kézirata a budapesti egyetemi könyvtárban)
- Institutiones philosophicae quas hodierno philosophandi modo accommodavit, Pesthini, 1768. két kötet. Kéziratban maradt: Praecepta salutaria in usum perpetuum Francisci Rosti, concinnata per... cognatum suum ac per triennium moderatorem. Tyrnaviae 1765 (a családnál)

## Bibliográfia
- Horányi Memoria III. 185. l.
- Philosophiai Pályamunkák I. 1835. 56. lap.
- Nagy Iván: Magyarország családai czímerekkel és nemzékrendi táblákkal: IX. kötet [Paál - Rottal]. Pest: Ráth Mór. 1862.   775., 778. o.
- Petrik Bibliogr. és Gnadt P. Enchiridion kézirata végén: Libellus mortuorum cz. munkában (a m. n. múzeum kézirati osztályában).